# Kazimiera Małachowska
Kazimiera Małachowska (ur. 1868, zm. 23 kwietnia 1930 w Warszawie) – polska ziemianka, działaczka społeczna i charytatywna, przewodnicząca Narodowej Organizacji Kobiet na warszawskiej Pradze.  

## Życiorys
Podczas I wojny światowej niosła pomoc materialną i duchową polskim bieżeńcom i jeńcom przebywającym w Rosji, zwłaszcza w guberni permskiej i wiackiej. Działała wtedy w ramach Towarzystwa Pomocy Kobiety Polskiej, której to organizacji była delegatką. Pomagała także uciekającym z Rosji jeńcom fabrykując dla nich paszporty. Ze swoich podróży składała relacje na łamach prasy.
W 1919 była członkinią Towarzystwa Pogotowia (Samopomoszcz). Z ramienia tej organizacji udała się do Wilna, skąd została wydalona przez władze Litewsko-Białoruskiej Socjalistycznej Republiki Rad. W 1920 została członkinią Towarzystwa Pomocy dla Ofiar Wojny. W 1923 wybrano ją do zarządu ósmego oddziału Towarzystwa Popierania Przemysłu i Handlu Polskiego „Rozwój” na Pradze. W 1926 weszła w skład komitetu wykonawczego obchodu 10. rocznicy śmierci Henryka Sienkiewicza. W tym samym roku została wybrana delegatką do Kasy Chorych m. Warszawy z ramienia Chrześcijańskiego Komitetu Wyborczego Naprawy Kasy Chorych. W 1927 była sekretarzem praskiego koła Polskiej Macierzy Szkolnej. Była członkinią zarządu Towarzystwa Przyjaciół Pragi oraz wieloletnią przewodniczącą Narodowej Organizacji Kobiet na Pradze.
Zmarła po długich i ciężkich cierpieniach 23 kwietnia 1930 w Warszawie. 26 kwietnia została pochowana na cmentarzu Bródnowskim (kwatera 38A /2/13).

## Ordery i odznaczenia
- Medal Niepodległości (16 marca 1937)[12]